# Урбана средина
Урбана средина или градска средина је компактно изграђено насељено подручје са великом густином насељености у односу на околно подручје. Већина становништва у урбаној средини се бави секундарним и терцијарним делатностима. Урбане средине могу бити градови, конурбације, мегалополиси, али не и села или засеоци који припадају руралној средини.
Урбана средина се формира и развија кроз процес урбанизације. Мерење степена урбанизације неког подручја се користи непосредно за израчунавање процента урбаног и руралног становништва у неком региону, држави, на неком континенту или у читавом свету, а посредно за усмеравање урбаног развоја, за урбанистичко и просторно планирање, контролисање ширења градова.
За разлику од урбане средине, метрополитенско подручје не обухвата само урбано подручје, него и приградска насеља која су друштвено и економски повезана са градским језгром, првенствено кроз дневне миграције радне снаге при чему градско језгро представља примарно тржиште рада.
Термини урбана средина, градска средина и градско подручје могу се поистоветити са термином градског насеља. Различити су критеријуми за одређивање градских насеља: статистички, функционални, друштвени, административни, историјски, урбанистички, економски и географски. Статистички критеријуми су најегзактнији и према њима је најједноставније сагледати разлике у одређивању градских насеља у појединим државама. Статистички праг за додељивање статуса градског насеља у скандинавским земљама је 200 становника, у Канади и Аустралији 1000 становника, у Француској и Чешкој 2000 становника, у САД 2500 становника, у Холандији и Индији 5000 становника, у Шпанији 10 000 становника, у Италији 20 000 становника, а у Јапану чак 30 000 становника. Насеља са бројем становника испод овог прага у дотичним земљама сврставају се у сеоска (рурална), а са бројем становника преко овог прага у градска (урбана).